# Hoya pandurata
Espèce
Statut de conservation UICN

 VU  : Vulnérable
Hoya pandurata est une espèce de plantes à fleurs de la famille des Apocynaceae.

## Répartition
Cette plante est endémique de Chine.

## Mimétisme coopératif
À la suite d'une découverte des chercheurs chinois Shi-Mao Wu et Jiang-Yun Gao dans la forêt tropicale humide de Xishuangbanna en Chine, il est établi que cette espèce de plante fait l'objet d'un intérêt mimétique de la part de l'espèce d'araignées-crabes Thomisus guangxicus qui prend l'apparence de ses fleurs pour se cacher des prédateurs et améliorer ses capacités de capture de proies.

## Liste des sous-espèces
Selon GBIF (1er avril 2024) :
- Hoya pandurata subsp. angustifolia Rodda & K.Armstr.
- Hoya pandurata subsp. pandurata

## Systématique
Le nom correct complet (avec auteur) de ce taxon est Hoya pandurata Tsiang (d).